# Чумаков, Сергей Яковлевич
Серге́й Я́ковлевич Чумако́в (28 июля [10 августа] 1910, Курган, Тобольская губерния — 6 декабря 1994, Пермь) — советский учёный-химик, кандидат химических наук (1955), доцент, ректор Пермского государственного педагогического института.

## Биография
Сергей Чумаков родился 28 июля (10 августа) 1910 года (по другим данным 11 августа 1910 года) в рабочей семье в городе Кургане Курганского уезда Тобольской губернии, ныне город — административный центр Курганской области.
В 1931 году окончил Курганский педагогический техникум.
С июля 1931 года по сентябрь 1932 года — заведующий фабрично-заводской семилеткой станции Макушино (ныне в Курганской области).
В 1932 году поступил и в 1937 году окончил химический факультет Пермского государственного университета. Подучив диплом, работал учителем химии в средней школе № 1 города Перми, затем стал директором этой школы. 8 марта 1940 года город Пермь был переименован в Молотов, 2 октября 1957 года городу было возвращено название Пермь.
С 1940 года член ВКП(б), в 1952 году партия переименована в КПСС.
В 1941 году назначен заведующим Ленинским районным отделом районного образования города Молотова.
С июня 1942 по сентябрь 1944 года был председателем Ленинского райисполкома.
С 1944 по 1948 год работал директором Молотовского государственного педагогического института.
В 1948 году возглавил Молотовский областной отдел народного образования, трудился на этом посту до 1951 года. Занимался преподавательской деятельностью в Пермском педагогическом институте (февраль 1951 — октябрь 1955), Пермском университете (октябрь 1955 — август 1956) и Пермском сельскохозяйственном институте (август 1956 — февраль 1959).
В 1955 году защитил диссертацию на соискание учёной степени кандидата химических наук.
В феврале 1959 года назначен ректором Пермского государственного педагогического института, которым руководил двадцать лет, по июнь 1979 года. Одновременно заведовал кафедрой химии факультета биологии и химии в своем университете (1967—1975).
Был членом Всесоюзного химического общества имени Дмитрия Менделеева, Всесоюзного общества «Знание» и общества любителей книги. С 1939 по 1979 год избирался депутатом Пермского областного, городского, Ленинского и Свердловского районных Советов депутатов.
Сергей Яковлевич Чумаков умер 6 декабря 1994 года в городе Перми Пермской области, ныне город — административный центр Пермского края. Похоронен на Северном кладбище города Перми.

## Награды
- Орден Трудового Красного Знамени, 1971 год
- Орден «Знак Почёта», 1961 год[1]
- Медаль «За трудовую доблесть»
- Медаль «За доблестный труд в Великой Отечественной войне 1941-1945 гг.»
- Почётный знак «За отличные успехи в области высшего образования СССР»[3]
- Нагрудный знак «Отличник просвещения СССР»
- Нагрудный знак «Отличник народного просвещения РСФСР»